# Belfort-sur-Rebenty
Belfort-sur-Rebenty település Franciaországban, Aude megyében. Lakosainak száma 24 fő (2022. január 1.). Belfort-sur-Rebenty Belvis, Espezel, Galinagues, Joucou és Rodome községekkel határos.

## Népesség
A település népességének változása:
| Lakosok száma | 66   | 42   | 40   | 39   | 38   | 34   | 26   | 23   | 21   | 24   |
|               | 1968 | 1982 | 1990 | 2006 | 2013 | 2015 | 2017 | 2019 | 2020 | 2022 |